# Canencia
Canencia é um município da Espanha na província e comunidade autónoma de Madrid, de área 52,7 km² com população de 495 habitantes (2007) e densidade populacional de 8,68 hab/km².

## Demografia
| Variação demográfica do município entre 1991 e 2004 | Variação demográfica do município entre 1991 e 2004 | Variação demográfica do município entre 1991 e 2004 | Variação demográfica do município entre 1991 e 2004 |
| --------------------------------------------------- | --------------------------------------------------- | --------------------------------------------------- | --------------------------------------------------- |
| 1991                                                | 1996                                                | 2001                                                | 2004                                                |
| 434                                                 | 474                                                 | 446                                                 | 457                                                 |